# 満福寺 (鎌倉市)
満福寺（まんぷくじ）は、神奈川県鎌倉市腰越にある真言宗大覚寺派の寺院。江ノ島電鉄の腰越駅を降りて海岸側に約250メートル行き、踏切を渡った所にある。

## 歴史
天平16年（744年）に行基が開山したとされている。
元暦2年（1185年）5月、源義経が兄頼朝に怒りを買い、鎌倉入りを許されず腰越の地に留められた際に、頼朝に心情を訴える腰越状を書いた寺として知られる。寺には弁慶が書いた腰越状の下書きとされる書状が展示されており、境内には弁慶の腰掛け石や手玉石など、義経・弁慶ゆかりの品々が多数展示されている。

## 本堂と霊園
境内脇からトンネルが掘られており、進みゆくと七里ヶ浜霊園がある。傾斜地のため墓参用のモノライダー（モノレール）が設置されている。

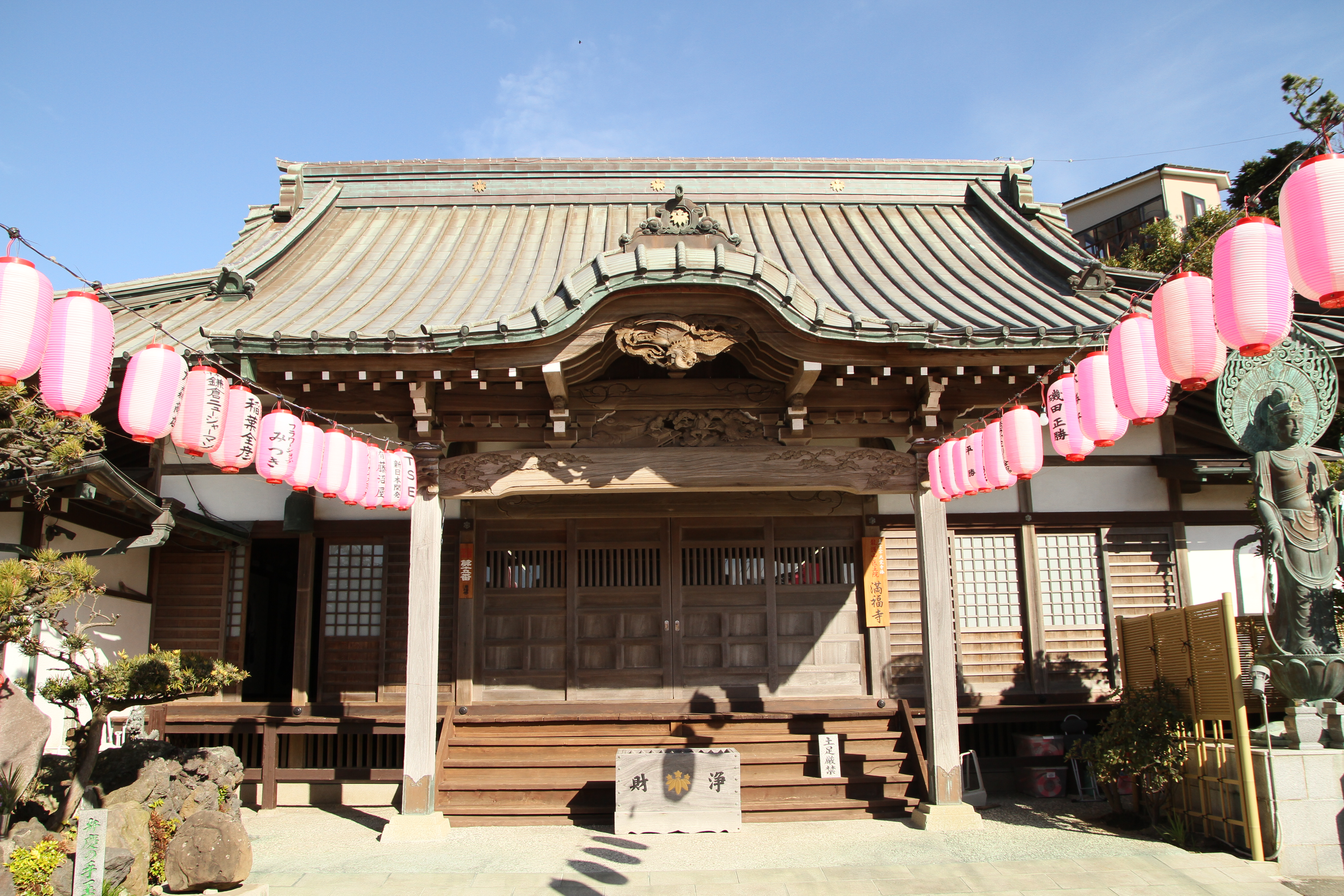
本堂
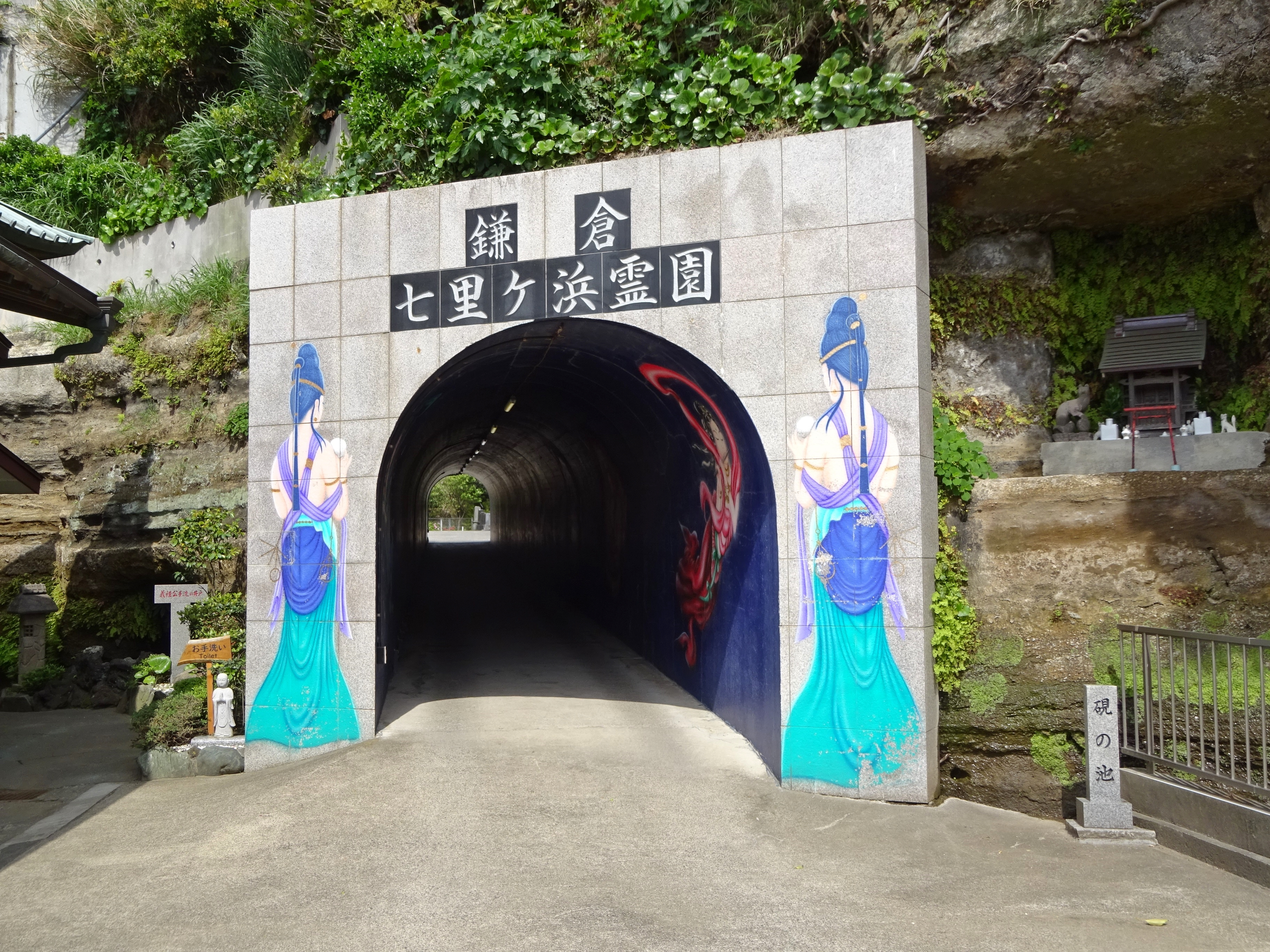
七里ヶ浜霊園に向かう隧道
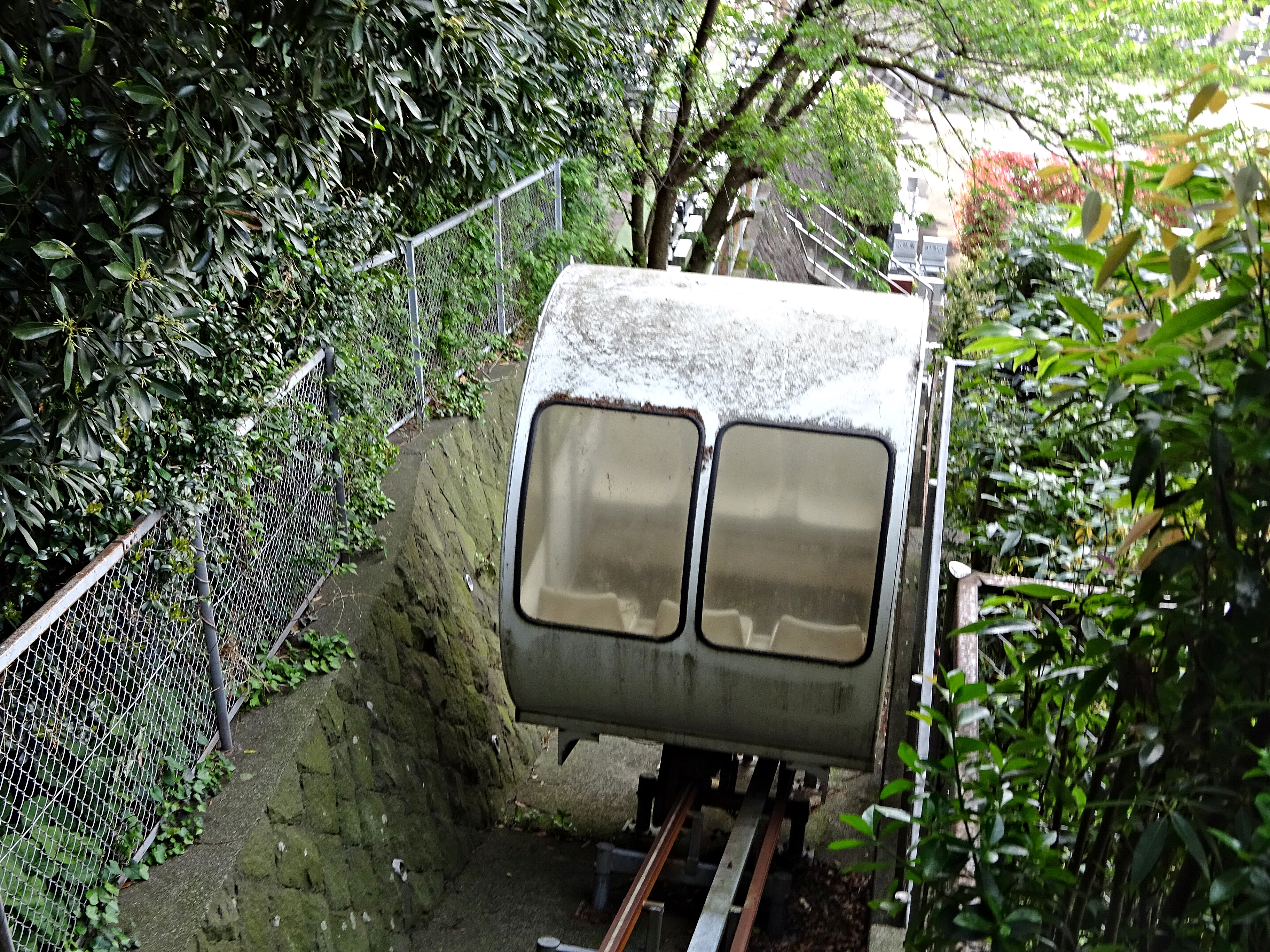
七里ヶ浜霊園のモノライダー
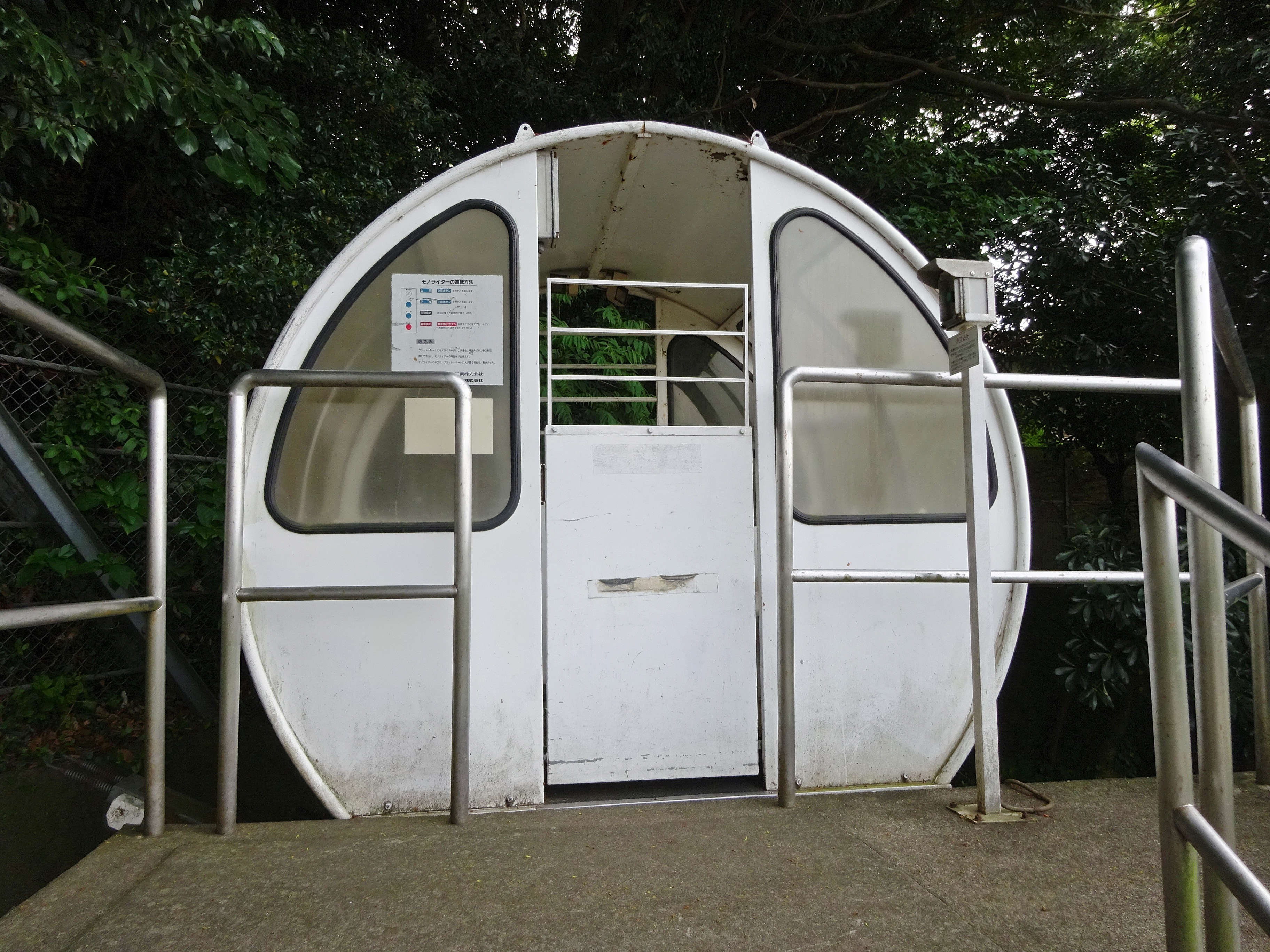
6人乗り搬器

## アクシデント
2021年2月12日、敷地内に所在する多目的施設の「義経庵（）」からの火災を、午前5時55分頃に通行人が発見し110番通報がなされた。この火災によって義経庵は全焼したものの、本堂は無事であった。またこの火災の影響によって江ノ島電鉄線の上下合わせて20本が運転見合わせとなり、最大85分の遅延が発生した。